# Вінницький замок
Вінницькі замки - це фортифікаційні споруди міста Вінниці, які слугували осередком оборони адміністрації Вінницького старости у XVI-XVIII ст. У структурі українського середньовічного та ранньмодерного міста замок був як правило один, або ж його функцію виконував оборонний двір, однак у випадку Вінниці відомі щонайменш три факти перенесения замку на нове місце. Попередній замок у цей час міг виконувати допоміжні функції, або ж не використовувався і занепадав.

## Поділля
Найдавніший період історії земель між Дністром і Богом. Відсутність центру об'єднання. Прилучення цих земель до сусідніх князівств. Побужжя й Пониззя, Татарщина. Нова назва — Поділля.
Зайнявши великий обшир земель, український народ, непомітним для нього самого процесом, упродовж не одного, може, століття виробив більш чи менш значні етнографічні особливості і роздався на окремі незалежні одно від одного племена, з різними назвами: Поляни, Сіверяни, Деревляни, Уличі, Тиверці, Дуліби. Землі, де він розселився, не були схожі між собою, майже кожна з них являла собою щось одрубне: одна дуже лісова, друга степова, одна горяна, друга — цілком рівна тощо Згадані українські племена почали формувати своє державне й політично-соціальне життя.
В процесі цього формування вони позбавилися своїх чисто етнографічних назв, бере перевагу територіальний принцип: Київщина з Києвом, Чернігівщина з Черніговом, Волинь із Зясловом, Галицька земля з Перемишлем.
Такий вигляд українських земель вже цілком визначився наприкінці XI — на початку XII століття.
Але та частина українських земель між Дністром та Богом, що за пізніших часів прибрала назву Поділля, не підлягла цьому загальному для інших українських земель процесові вироблення державного ладу. За давніх часів на цій території оселились Уличі та Тиверці: на них нападали Київські князі Олег та Ігор. В літописному оповіданні про похід Олега на Царгород згадуються в його війську і Тиверці з епітетом «толковини».
Більше після цього літописи не згадують про Уличів і Тиверців, сама назва їх щезає. Дехто гадає, що в назві нашого Тиврова зостався слід колишніх Тиверців. У X і XI ст. землі Уличів і Тиверців стають тереном, де з'являються мандрівні племена тюркського походження: Печеніги, Половці, Чорні Клобуки.
У XII ст. на землі Уличів та Тиверців визначаються два особливі райони: один у стожищі Дністра і другий — у стожищі Богу. Землі наддністрянські входять цілком до складу Галицького князівства в XIII ст. Уличі й Тиверці не виробили свого державного строю, тоді ці землі прилучалися до Волинської області.
Татарська навала в XIII ст. цілком змінила політичне становите земель між Дністром і Богом: й Пониззя (Наддністрянщина), й Побужжя признали над собою зверхність татарську, як кажуть наші історики, охоче.
Приблизно коло цих часів назви Пониззя і Побужжя щезали, і починали вживати одної назви, що об'єднувала землі межи Дністром і Богом, — Поділля («літопис Биховця» — див. Антоновича, монографія, с. 124).

Вони (татари) вимагали тільки, щоб людність виплачувала призначену дань і не будувала ні одного укріплення, замку. Літопис, оповідаючи про події XIV ст., каже: 
|  | и тогды въ Подольской земли не былъ ни один городъ ни деревомъ рубленими, ни каменемъ будованими |

 (літоп. від Даниловича).
У другій половині XIV ст. становище Поділля значно міняється. Року 1362 на берегах річки Сині Води (тепер Синюха на межі Херсонщини й Поділля) Ольґерд, великий князь Литовський, розбив татарське військо. Відтоді все Поділля перейшло під владу Литви.
Коріатовичі (сини брата Ольґерда), як каже літопис 
|  | вси городи Подольскія умурували и всю Землю Подольскую осели |

Такими умурованими містами, за літописом, були: Скала, Черлений городок, Соколиць, Брацлав, Вениця ().
Треба вважати, що Вінницю засновано в другій половині XIV ст., точної дати літописні джерела не дають.

## Поділля у складі ВКЛ
Поділля під зверхністю Литовських князів. Заснування Вінницького замку при річці Віннички та відбудова нового замку на горі в Старому Місті: його будова та вигляд за актами ревізій 1545 та 1552 рр.
Певні відомості про Вінницький замок датовано початком XVI ст.: до того часу, починаючи від доби Коріатовичів, у літописах зустрічаються коротенькі звістки (тільки про його руйнування). Через брак певних відомостей про первісну історію Вінницького замку утворилися різноманітні погляди його дослідників. Пшеждецький гадає, що Коріатовичі збудували 2 замки: один на острові р. Бог, другий на горі близько річки.

Можна припустити, що Коріатовичі збудували у Вінниці замок саме при річці Вінничці, оскільки люстрація 1552 р. вказує, що замок на замковій горі збудовано біля 40 років тому, отже, очевидним є те, що місто без замку до початку відбудови замку на горі (у люстрації Вінницького замку 1552 р. місцем, де стояв Замок, визначають гору поблизу від Бога) не могло існувати, а значить у XVI ст. маємо перший факт перенесення замку з місця при гирлі р. Віннички до замкової гори Люстрації складено 1545 та 1552 рр., не можна стверджувати, що Коріатовичі збудували замок не в тім місці, де показують люстрації 16 ст. Люстрації 1545 та 1552 року нічого не говорять про якісь укріплення на острові при Богові. Нічого не згадує про такі укріплення Алессандро Ґваньїні, що описував Вінницький замок 1581 року; каже:
|  | Вінниця — місто деревляне, вкупі з замком оточене валом коло річки Бога лежить |

Свідчення Ґваньїні стверджує: замок був не на острові, а там, де було розташовано саме місто, себто на горі.
З наказу короля польського, Великого Литовського князя Сиґізмунда ІІ Авґуста на Волинь було виряджено комісію для ревізії замків Луцька, Володимира, Крем'янця, Вінниці, Брацлава, Житомира. До складу комісії входив біскуп луцький Єжи (Юрій) Фальчевський, державний секретар дяк Лев Пашей Тишкевич. 1545 р. залишили як результат своєї ревізії описи замків (Лев Пашей Тишкевич назвав «Пописи»). Через 7 років (в 1552 р.) було переведено нову ревізію 10 замків в українських землях, у тому числі й Вінницького замку. В описі Вінницького замку 1545 року є цікаві міркування про дефекти замку, про стан суспільства.
Опис замку, зроблений 1552 року, переважає опис 1545 року детальністю зібраних ревізією відомостей, їх точністю.
Вінницький замок збудований над річкою Богом, на скелястій горі, скеля від річки заввишки 20 саж., зі слів опису, прикра, неприступна. З другого боку була друга гора такої височини (недалеко від замкової гори) і, зауважує опис, «шкодлива может бить стрельба». Базуючись на так визначеній топографії замку, треба визнати місцем його ту гору над Богом, що на ній до недавнього часу був старогородський православний цвинтар (тепер закритий, збереглися надгробки, здебільшого дерев'яні). «Шкодливою» для замку горою в такому разі може бути гора, де тепер знаходиться єврейський цвинтар (височиною дорівнює замковій горі).
Можливо визнати «шкідливою» горою ту, що на ній стоїть старогородська церква: вона «ближче до замкової гори, ніж гора під єврейським цвинтарем та височиною майже така, як замкова».
Замкова гора була окремим пасмом, що його відокремлювали яри з заходу від гори, де старогородська церква, зі сходу від гори з єврейським цвинтарем. Мешканці Старого Міста добре пам'ятають, що на місці теперішньої каменярні був замок, старожителі запевняють, що частина замкової гори, яку тепер зруйновано каменярнями, прямовисно спадала над водою.
Замок займає площу в 24 сажні завдовжки, 20 з чвертю сажнів завширшки, себто коло 500 кв. сажнів. Тепер площа колишнього замку зменшилася (частину скелі знесено для добування каменю).
Стіни в замку були подвійні: одна з дубового дерева взруб, друга на віддаленні від неї на лікоть (себто на 3/4 аршина) з лозового плоту, обмащена глиною, між ними було насипано землі з піском. Таку конструкцію стін вважали найбезпечнішою, бо, як каже опис, коли стріляли з гармат, то ядро не могло пробити стіни. Поверх цих стін було збудовано такі самі стіни, покриті дубовим помостом, який в описі називається бланкуванням. В найголовніших місцях на верхніх стінах було 5 веж, одна башта над ворітьми (був в'їзд до замку перекладним мостом через рів).
Башта була з подвійними дубовими стінами, всередині яких було насипано землі на пів'чверти п'яді. У вежах, башті пророблено було отвори, через які стріляли в нападників. До внутрішніх стін були прироблені прибудування для захисту майна, населення; коли нападали татари, кожне село мало свою окрему городню. Було 20 льохів для міщан, землян, як зауважено в описі, «на заховние». Не відомо, чи в льохах ховали тільки продукти, чи можна було сховатися людям. Замок був оточений ровом, через який в'їздили до замку тільки звідним мостом. В замку були: церква на честь Покрови, 2 світлиці, гридня у вежах, чотири земянські кліті, кухня, пивниця — все безпосередньо на землі. За стінами замку були стайня, кухня і, як подано в описі, «ізба чорна». Весь замок був оточений частоколом (острогом) з двома ворітьми. Одні на горі, за описом від «Брас в Рокморілава», значить на південь, другі внизу від мосту. Мостів було 2: один на Богові, другий на річці Вінниці. Коло того й другого були млини.
З опису видно, що у Вінницькому замку нічого не було збудовано з каменю або цегли ; цим пояснюється часте руйнування замку (зазнавав під впливом стихій — атмосферної води, вітрів: стіни скоро згнивають, вимагають безупинного ремонту, про що свідчать люстрації 1545 та 1552 рр.).
Ось що пише ревізор в описі з 1545 р.: 
|  | немам чого хвалити, весь опал и синил и обмазанье все опадало, к тому...., і вельми мал. І деревом тонким роблен і еще не в замок стен и, праве би одне на все дири, і не вем инде так просто замок роблен бил як о тот здешній: не только людем в час пригоди од невільного неприятеля негде заперетися й оборони однось вчинити, але и бидла страшно запере-ти |

Але нова ревізія замку 1552 року, як показує опис, цих усіх хиб не знайшла, значить, було переведено гарний ремонт. Отаке будування замку з одного лише дерева пояснює той факт, що з Вінницького замку до наших часів залишилося нічогісінько.
Для охорони замку було 2 гармати (за описом «дело снежаное») завдовжки дві по 11 п'ядів, а третя 10, ядра їхні були з гусяче яйце: крім того, було 20 гаківниць та 39 аркебузів — для тих і других було заготовлено по кілька сотень куль. На бланкуваннях, себто на дахах стін, напоготові лежало досить колів, каміння і коловин. Ці засоби оборони цілком нагадують часи передісторичні.
В описі 1552 р. нічого не зауважено про гарнізон, який повинен був захищати замок. Але Грушевський стверджує, що у замку був часами гарнізон, так звані драби і, крім того, невеличкі загони ста-ростинських служебників. Хоч не визначає кількості ні перших, ні других.
Описи Вінницького Замку ревізорів 1545 і 1552 рр. справляють сумне враження. Впадає на око цілком незрозуміла недбайливість, байдужість замкової адміністрації, на чолі якої стояв староста. Веж у Замку було п'ять, але стріляти з них не можна було зовсім, бо, каже опис, «окни тесни, только перед себе с них видно». Виходить, що ці вежі дарма було збудовано. Потім, згідно з описом, гармат було три, а гарматів усього два, а не три, як би належало.
Спалили Замок Татари при нападі на Вінницю 1580 р. й більш його в цім місті не відновляли.
За часів Витовта Вінницький Замок був спалений, лише не Витовтом, татарами. В грамоті Подільського князя Свидригайла від 1431 р. було, між іншим, зауважено: 
|  | штож великий князь Витольд послал бил Богдана Микулинського з войском своїм на Татаре, котрого за Браславлем Татарове убили і вторгнувши у повит Браславский шкоди немалое учинили и Замок Винницкій добувши спалили |

Цей факт відносять до 1424 року.

## У складі РП
Другий період в історії замку. Його будова та вигляд за інвентарем 1604 р. Роль замків за часів козаччини та гайдамаччини. Ліквідація замку з приєднанням Поділля до Російської Держави.
В 1580 р. татари напали на Вінницю, спалили замок. Після цієї катастрофи Замок на горі на Старому Місті більш не відновлювався, новий Замок почали будувати на острові на Богові (другий період в історії Вінницького Замку). Замок на острові коло Богу збудував староста Богуш Корецький в 1596 р. Збудований Б.Корецьким замок недовго проіснував, згорів дощенту. Новий Замок там же, на острові, був збудований брацлавським і вінницьким старостою Валентієм Александром Калиновським власним коштом, доглядом. Про вигляд нового Замку дає відомості інвентар, складений 1604 р. у присутності В. А. Калиновського, переданий до його рук. Згідно з цим документом, було насипано могилу (в оригіналі польському «коріес»), навколо неї річка Бог. На могилі деревляна огорожа (паркан) зі всіх боків, посередині замкової площі хата, навпроти неї комора, де хоронилася зброя, коло комори башти, від мосту брама; усі будинки старі, погнили, обшарпані. Було кільканадцять шляхетських комор. Міст до Замку кепський. З бойового знаряддя визначає дві гармати на лафетах та 46 гаківниць, кулі й порох до них. Під замком був, як сказано, двір для короля, оточений частоколом, на цім дворі кілька світлиць, кухня, комора і будинок для ховання грошей.
Порівнюючи загальний вигляд цього острівного замку з тим, що в новому замку в конструкції першорядне значення дано могилі, валам, себто земляним укріпленням. Нема тут подвійних дерев'яних стін (з дерев'яним покриттям), веж, городень (у старому Замку було тридцять), зведення до мінімуму частини замку виникло з потреби краще забезпечувати замки від пожеж, що знищували попередні замки.
Островом, де був збудований замок, треба визнати острів між теперішніми залізними мостами, що з'єднують центральну частину Вінниці з Замостям.
Острівний Замок не підлягав такому руйнуванню з боку татар, як попередній, зміг простояти більше як 200 років, до кінця XVIII ст. З початку XVII ст. змінилися загальні умови в українських землях — на сцену виступили козаки, стали дійсною охороною українських земель від нападів татарви, так би сказати, живою огорожею.
Козаки робили напади на кочовиська татарські, нападаючи на замки: 1545 року на чайках спустилися Дніпром, вночі взяли замок Очаків, декого вбили, забрали, що можна було, коней, іншу здобич. В цьому напрямку провадили свою діяльність Венжик Хмельницький, староста Предслав Лянцкоронський, канівський староста Остафій Дашкович, князь Дмитро Вишневецький (Байда).
Напади козаків стримували татар (вони рідше з'являються для спустошення, грабежу на Поділлі), настають бурхливі часи козацьких повстань. Поділля стихійно увійшло в загальну течію народного руху, стало тереном, на якому відбуваються у різні військові експедиції (в тому числі каральні).
Таку експедицію провів 1650 р. польський гетьман Марцін (Мартин) Калиновський з численним польським військом; почав похід від Дністра, страшно погромив Ямпіль, Шаргород, Красне, підступив до Вінниці (полкового пункту, штабного міста Кальницького полку — стала з округою після визволення України від Польщі за Богдана Хмельницького). Полковником у Вінниці був Іван Богун (користувався славою видатного вояка, великого митця на різні несподівані бойові хитрощі). Наміром М.Калиновського було подолати Івана Богуна, захопити його. Іван Богун, коли довідався, що з М.Калиновським іде сила війська, залишив у замку залогу (гарнізон), сам вийшов назустріч полякам: після першої сутички почав відступати, перейшов через річку, замкнувся в монастирі (православний Вознесенський монастир, розташований на північ від капуцинського; була школа, православна колегія, яку утворив Петро Могила, мав велику площу). Наміром Богуна було затримати під Вінницею Калиновського. Пока не підійде поміч від Хмельницького з Київщини. Іван Богун, втікаючи до монастиря, наказав зробити на Богові ополонки (це було взимку), накрити соломою. Поляки, почувши, що Іван Богун втік, пустилися доганяти через річку (багато попадало в ополонки, потопилося). М.Калиновський пробував здобути замок приступом: в сутичках пройшло кілька днів, коли довідався, що дійсно підходять козаки з Київщини на поміч Івану Богунові, кинувся тікати до Бару. Немає даних, які б свідчили, що бойові операції М.Калиновського в 1650 р. відбилися як-небудь шкідливо на Вінницькому замкові.
Після оповідань про похід М.Калиновського на Вінницю 1650 р. протягом цілих ста років не згадується Вінницький замок. 1750 р. за часів гайдамацьких рухів на Брацлавщині й Поділлі виступає Вінниця, її замок. Згідно з актами в липні 1750 р. вночі гайдамацький загін напав на Вінницький замок, де поховалися купці-євреї переважно з Хмільника зі своїм крамом. Гайдамаки позабирали весь крам у купців. Жодної кривди людям гайдамаки не робили, замку не руйнували, не підпалювали.

## У складі Російської імперії
Замок залишався до кінця XVIII ст. (свідчить люстрація Замку 1789 р.). Крім того, на плані Вінниці, складеному наприкінці XVIII ст., зазначено на острові також земельні укріплення (складено після прилучення Поділля до Російської держави). Напис на плані такий: 
|  | Плян Брацлавського Наместничества уездного города Винници |

Зазначений план Вінниці складено не пізніше 1797 р. На плані намальовано острів на р. Богу у формі чотирикутника: від острова проведено дві рівнобіжні лінії як знак мосту і приєднаної до міста там само приблизно, де й теперішні залізні мости (через острів Фестивальний). 
|  | Остров, на котором разваленое укрепление, у нем содержится острог. |

Поділля 1793 р. увійшло до складу Російської держави, на півдні з'явилася Новоросія, Крим і все узбережжя Чорного моря прилучено було теж до Росії.

## Опис замку
Громадські обов'язки щодо охорони й утримання Вінницького замку. Повинності селян натурою на користь замку. Вінницький замок після запровадження маґдебурзького права у Вінниці
В описі замку 1552 р. детально визначено різні повинності людності, ніде не згадано про те, щоб населення повинно було будувати замок. Через те треба вважати, що у Вінниці замок був разом із звідним мостом (узвоз) збудований самою державою. Решту будинків у замку — городні, кухню, стайню, хату, так звану чорну, два мости — все будувало, утримувало населення.
Щоб замковій адміністрації завжди мати напоготові людей, погрібних для різних робіт, до замку було приписано 5 сіл: П'ятничани, Мізяків, Супрунів, Конячин, Презуровці. Вінниця одержала привілей на маґдебурзьке право, що віддавало населенню міста до порядкування значну частину адміністраційних справ, майже цілком судові справи. Привілеї, розпорядження щодо замку часів до 1640 р. жодних змін не зазнали. Через постійний безгрошовий стан державної скарбниці Речі Посполитої польський уряд не міг давати людности які-небудь полегші навіть у справах, що звичаєм та законами зв'язані були з фінансовими витратами.
Вінницький замок існував 400 років, з них 200 років -на горі на Старому Місті, 200 років — на острові р. Бога
Попри те, що мав великі дефекти конструкції, управи, відігравав значну роль в охороні населення (людність ремонтувала, поновлювала його після всяких катастроф, руйнувань; свідчить, що населення бачило в ньому гарантію свого захисту).
Коло замку купчилося населення, він являв собою колонізаційну базу. Як доказ цього слід навести інтересну цитату з меморіяла барського старости Бернарда Претвича про часи на Поділлі в XVI ст. «Тих часів як Рів, Олчедаїв та Жван не були спустошені, воєвода Волонський перегнав їх за Дністер й оселив у себе, як поставлено Замок в Бару й стала та околиця залюднюватись, почали назад вертатись і ті, що перейшли у Волощину».
Замок у Вінниці мав таке значення для краю, як і Барський Замок, і коли населення в ній так побільшало, що йому стало тісно на Старому Місті й воно почало оселятися ще й за бурхливих часів на Новому Місті, на правім боці р. Бога, то це сталося в значній мірі через існування у Вінниці Замку.